# Galna av lycka
Galna av lycka (italienska: La pazza gioia) är en italiensk-fransk dramakomedi från 2016 i regi av Paolo Virzì.

## Utmärkelser
Filmen vann David di Donatello för bästa film 2017.

## Rollista i urval
- Valeria Bruni Tedeschi - Beatrice Morandini Valdirana
- Micaela Ramazzotti - Donatella Morelli
- Valentina Carnelutti - dr Fiamma Zappa
- Marco Messeri - Floriano Morelli
- Anna Galiena - Luciana Brogi Morelli
- Sergio Albelli - Torrigiani
- Tommaso Ragno - dr Giorgio Lorenzini
- Marisa Borini - signora Morandini Valdirana